# Raymond Scott
Pour les articles homonymes, voir Scott.
Raymond Scott, pseudonyme de Harry Warnow (1908-1994) est un compositeur, inventeur, chef d'orchestre et acteur américain, très actif dans les années 1930 à 1950. Il est reconnu pour ses expérimentations sonores et ses compositions musicales utilisées notamment dans les dessins animés.

## Biographie
Raymond Scott est né le 10 septembre 1908 à Brooklyn, New York (États-Unis). Passionné par la musique, il crée dès l'âge de 12 ans son premier "laboratoire audio". Il poursuivra toute sa vie cette recherche continuelle de sons nouveaux. Il commence à travailler comme pianiste à l'âge de 15 ans et compose sa première musique : Portrait of a Cow.
Il forme son groupe The Instrumentalists en 1934, et travaille pour la chaîne de radio CBS avec qui il continuera d'expérimenter de nombreuses façons de créer des sonorités nouveaux dans ses compositions musicales. C'est en 1937 qu'il présente sa célèbre musique Powerhouse qui fut par la suite maintes fois utilisée dans des dessins animés pour son rythme syncopé. L'année suivante, il devient directeur musical de la chaîne, forme plusieurs groupes et compose pour plusieurs comédies musicales.
Ingénieux, il dépose de nombreux brevets dès 1946, essentiellement pour des synthétiseurs de sons électroniques comme le Clavivox. Mais aussi une machine orchestre, un réveil parlant et une forme de scanner. Mais son invention la plus connue reste l'Electronium de 1968, une machine capable de générer des mélodies aléatoires afin de l'aider dans ses compositions. Il crée plus tard son propre studio de recherche et d'enregistrement. Remarqué pour ses inventions et ses travaux sur les sons électroniques, il est engagé par la société Motown en tant que responsable du département recherche et développement électronique. Ses inventions furent ensuite utilisées par de grands groupes industriels comme Sony, Xerox ou Atari
En 1987, diminué par l'âge et ses multiples problèmes cardiaques, il continuait tout de même de composer des musiques depuis son lit à l'aide d'un ordinateur.
Il décéde le 8 février 1994 à North Hills, Los Angeles, Californie à la suite d'une pneumonie.

## Compositions

### Œuvres originales
- 1924 : Portrait of a Cow
- 1934 : Christmas Night in Harlem
- 1936 : The Toy Trumpet
- 1937 : Powerhouse
- 1949 : Synthesizer (son premier titre entièrement électronique)
- 1949 : Peep Show (ballet)
- 1962 : 3 Albums de musique électronique Soothing Sounds for Baby
- 1987 : Beautiful Little Butterfly

### Musique de film et série
- 1937 : Love and Hisses
- 1938 : Mam'zelle vedette (Rebecca of Sunnybrook Farm)
- 1945 : Bells of Rosarita
- 1949 : Not Wanted
- 1950 : The West Point Story
- 1955 : The Trouble with Harry - Chanson Flaggin' the train to Tuscaloosa
- 1957 : Never Love a Stranger
- 1959 : What's My Line? (série TV)(Autre thème de fin "The Toy Trumpet")
- 1959 : The Pusher
- 1991 : Ren et Stimpy ("The Ren & Stimpy Show") (série TV)

### Comédies musicales
- 1945 : Beggars are Coming to Town
- 1945 : Lute Song

## Apparitions au cinéma
- 1937 : Ali Baba Goes to Town de David Butler : Chef d'orchestre
- 1938 : Happy Landing : Chef du groupe Quintet
- 1938 : Sally, Irene and Mary de William A. Seiter : Chef du groupe Raymond Scott Quintet
- 1938 : Mam'zelle vedette (Rebecca of Sunnybrook Farm) : Chef du groupe musical